# Simone Facey
Simone Facey (Parroquia de Mánchester, Jamaica, 7 de mayo de 1985) es una atleta jamaicana, especialista en carreras de velocidad, campeona mundial en 2009 en relevo 4 × 100 m.

## Carrera deportiva
En el Mundial de Osaka 2007 ganan la plata en relevo 4 x 100 m, tras las estadounidenses y por delante de las belgas.
Dos años después, en el Mundial de Berlín 2009 ganan el oro en relevo 4 x 100 m, por delante de las corredoras de Bahamas y las alemanas.
Posteriormente, en las Olimpiadas de Río 2016 gana la plata en la misma prueba tras las estadounidenses y por delante de las británicas.
Y en el Mundial de Londres 2017 gana la medalla de bronce en los relevos 4 x 100 m, tras las estadounidenses (oro) y las británicas (plata), y siendo sus compañeras de equipo: Natasha Morrison, Jura Levy y Sashalee Forbes.